# Туризъм в Азербайджан
Туризмът в Азербайджан е отрасъл на икономиката на страната, който се развива с бързи темпове през последните години.
Сравнително малката територия на „Страната на огъня“ се намира на кръстопътя на Европа и Азия, което я прави привлекателна за развитие на туристическия бизнес. На територията на Азербайджан има 9 природни зони.

## Статистика
През 2008 г. броят на туристите, посетили Азербайджан, възлиза на повече от 1 милион и 400 хиляди души – главно туристи от Европа, Азия, Северна Америка и др.
| брой | Година                | Брой туристи |
| ---- | --------------------- | ------------ |
| 1    | 2011 г.               | 2 239 000    |
| 2    | 2010 г.               | 1 850 000    |
| 3    | 2009 г. (за 9 месеца) | 1 000 988    |
| 4    | 2008 г.               | 1 400 000    |
| 5    | 2007 г.               | 1 100 000    |
| 6    | 2006 г.               | 900 000      |

Към 2008 г. в Азербайджан функционират 230 туристически компании, 370 хотела и обекта от хотелски тип.

## Визова поддръжка
Визи не са нужни за гражданите на ОНД (с изключение на Туркменистан и Армения, както и граждани на други държави с арменски произход, на които е отказан достъп до Азербайджан). За гражданите на останалите държави виза се издава въз основа на покана от частно лице или от корпорация или туристическа агенция. От 1 януари 2003 г. за издаването на туристическа виза има държавна такса в размер на 20 щатски долара.

## Митнически разпоредби
Чуждестранната валута трябва да бъде декларирана при влизането в Азербайджан. Разрешен е безмитен внос на вещи, които са предназначени за лично ползване, както и до 125 грама хайвер, до 3 литра алкохол и алкохолни напитки, до 600 цигари и лекарства за лична употреба. От страната е позволено да се изнасят лични вещи; декларираните при влизането пари, ценни книжа, бижута; ръчно изработени продукти и стоки, закупени в страната; до 125 грама черен хайвер.
Износът на антики е възможен само с разрешение от съответните държавни органи. Забранен е транзитът на оръжия и боеприпаси (с изключение на ловна пушка, при наличието на съответното разрешение), наркотични вещества, а също литература и видео материали, оскърбяващи морала и държавния строй на страната.

## Популярни места за отдих
- Баку
- Астара
- Ахсу
- Атешгях
- Бабек
- Габала
- Гьойчай
- Гьойгьол
- Гобустан
- Ганджа
- Джулфа
- Дивичи
- Закатали
- Исмаили
- Казах
- Кахи
- Кедабек
- Куба
- Кусари
- Лахич
- Лерик
- Ленкоран
- Масали
- Мингечаур
- Набран
- Нафталан
- Нахичеван
- Огуз
- Саатли
- Сиазан
- Хачмас
- Худат
- Хизи
- Хиналиг
- Шамкир
- Шахбуз
- Шеки
- Шемах
- Ширван
- Шуша

## Забележителности
- Агдамска джамия
- Азихска пещера
- Атешгях
- Баня Гаджи Гаиба
- Горна джамия Говхар аги
- Гелярсан Гьорарсан
- Гробница на Юсиф ибн Кусейра
- Дворец на мухтарите
- Дворец на ширваншахите
- Дворцова джамия в Баку
- Момина кула
- Резерват Гобустан
- Ичери Шехер (квартал на Баку)
- Каравансарай (Шеки)
- Кръгъл замък (Мардакан)
- Мавзолей на Вагифа
- Мавзолей на Дири Баба
- Мавзолей на Мухамад ал-Хаджа
- Мавзолей на Момине хатун
- Мавзолей на Низами
- Мавзолей на Сейда Йахя Бакуви
- Музей на килимите
- Джамия Биби Ейбат
- Джамия Мухамед в Баку
- Джамия Туба Шахи
- Историко-етнографски музей, Хиналиг
- Музей на азербайджанската литература
- Нардаранска крепост
- Сабаиловски замък
- Азербайджански театър за опера и балет
- Четириъгълна кула в Рамани
- Четириъгълен замък (Мардакан)